# TC Grün-Weiss Luitpoldpark München
Der TC Grün-Weiss Luitpoldpark e. V. ist ein Tennisverein in München im Herzen Schwabings.

## Chronik
Der Verein wurde am 2. November 1931 gegründet. Aus der Tennisabteilung des Postsportvereins München wurde der Tennisclub Grün-Weiss München. Mit 44 Mitgliedern begann der Spielbetrieb auf einer Mietanlage im Münchner Ortsteil Nymphenburg, mit zuerst vier und später acht Plätzen. In kürzester Zeit stieg die Mitgliederzahl auf 250. Schon damals gehörte der TC Grün-Weiss zu den führenden bayerischen Tennis-Vereinen. 1937, als die Deutsche Reichspost das Nymphenburger Gelände für ein Fermeldegebäude benötigte, vereinigte sich der TC Grün-Weiss gezwungenermaßen wieder mit dem Postsportverein und spielte auf dessen Plätzen an der Arnulfstraße. Die Plätze an der Arnulfstraße fielen der Erweiterung des Münchner Hauptbahnhofs zum Opfer und so fand der Verein 1941 auf einer Mietanlage im historischen und zentral gelegenen Luitpoldpark in Schwabing ein neues Gelände. In den letzten Kriegsjahren wurde die Platzanlage durch Bomben schwer beschädigt. Von den Bomben verschont und noch 25 Jahre in Betrieb war das alte Clubheim in einer Holzbaracke. Nach Zahlung einer Abfindung von 6500 DM wurde am 20. Februar 1953 der TC Grün-Weiss Luitpoldpark endgültig als unabhängiger Verein und Mitglied des Bayerischen Tennis-Verband (BTV) ins Vereinsregister eingetragen. Die Stadt München wollte per Räumungsklage die Tennisanlage wieder in den Park eingliedern, doch nach Verhandlungen mit Stadt und Freistaat wurde die Klage abgewiesen. Seit dieser Zeit ist die Existenz der Tennis-Sportanlage im Luitpoldpark durch langfristige Pachtverträge sichergestellt. Im Jahre 1966 wurde ein neues Clubhaus mit Gastronomie und Biergarten eröffnet.

## Sportliche Erfolge
Erfolge hatte der TC Luitpoldpark auf deutscher und bayerischer Ebene, dazu kommen diverse Einzel-Titel bei Europa- und Weltmeister-Meisterschaften. Die erfolgreichste Spielerin des Clubs war Margot Dohrer, mit drei Deutschen Meistertiteln bei den Damen in den Jahren 1958, 1960 und 1961.
Ein Schwerpunkt des Vereins ist bis heute der Mannschaftssport. Von den derzeit 730 Mitgliedern besitzen 500 aktive Spieler eine Spielerlizenz für Mannschaftsspiele. Sowohl die 1. Damen- als auch die 1. Herren-Mannschaften spielen seit über 50 Jahren in den höchsten Bayerischen und Deutschen Spielklassen und Ligen. Die 1. Herren des TC Luitpoldparks qualifizierten sich bei der Gründung der Bundesliga im Jahre 1972 als einziger Bayerische Verein für die Teilnahme an der Tennis-Bundesliga (Herren), in der sie insgesamt fünf Jahre teilnahmen. Spitzenspieler war Karl Meiler, Deutscher Tennis-Meister des Jahres 1975. Andere Spieler der Bundesligazeit waren Klaus Klein, Helmut Scholz und Gustl Stephan, die inzwischen bei den Senioren in der höchsten deutschen Spielklasse, in den Senioren-Regionalliga aktiv sind.
Die 1. Damen des Vereins spielten ebenfalls seit den 50er Jahren nahezu ununterbrochen in der höchsten Liga Bayerns bzw. Deutschlands. Das derzeitige jungen Damen-Team des Luitpoldparks spielt seit 2009 in der 2. Bundesliga mit ihrer Spitzenspielerin Angelika Bachmann, Deutsche Meisterin der Damen 2004. Besonders erfolgreich, national und international, präsentiert sich der Seniorenbereich des Vereins, der in allen Altersklassen von den Herren 30, 40, 50, 55, 60, 65, 70 bis Herren 75 und bei den Damen in den Klassen Damen 30, 40, 50 bis Damen 60 mit seinen Mannschaften vertreten ist. Sportliche Höhenpunkte des Vereins waren die Spieljahre 2009, 2010 und 2011. Mit bis zu acht Mannschaften war der Verein in der höchsten Spielklasse, der Regionalliga vertreten. Bis zu fünf Mannschaften nahmen als Bayerische Meister an den Endrunden der Deutschen Mannschafts-Meisterschaften teil. Förderung und Betreuung ab dem Kindergarten betreibt der TC Luitpoldpark auch bei der Jugend. Etwa ein Viertel aller Mitglieder sind Jugendliche. Die Zahl der 32 gemeldeten Mannschaften bei nur 10 Plätzen gilt bundesweit als hohes Mannschafts-zu-Platz-Verhältnis. Viele klassische sportliche Wettbewerbe, wie das ITF-Turnier Munich ITF Senior Open, Deutsche Meisterschaften, Bayerische Meisterschaften finden hier regelmäßig statt. Ein Höhepunkt gab es 2007, mit der Ausrichtung der Weltmeisterschaft der Gehörlosen.
Die 1. Damen sind im Jahr 2019 Sieger der 2. Bundesliga geworden und haben damit erstmals den Aufstieg in die 1. Bundesliga erreicht.

## Gesellschaftliche Events – Das Grün-Weiss-Brettl
Auch im gesellschaftlichen Bereich ist der TC Luitpoldpark aktiv. Seit nunmehr 61 Jahren besteht das Grün-Weiss-Brettl, ein clubeigenes Kabarett. Der Verein und sein Grün-Weiss-Brettl gastierte im Lauf der 60 Jahre in allen großen Münchner Hotels, wie Bayerischer Hof, Hotel Regina, Hilton Hotel, Hotel Vierjahreszeiten oder Holiday-Inn. Das Angebote für Spieler, die im Verein nur zum Spaß und Vergnügen Tennis spielen, reicht von den Freizeitmannschaften über die Schleiferlturniere, Maikäfer- und Spanferkl-Cup bis hin zu Jazz- und Open-Air-Musik-Events auf der Club-Anlage im Luitpoldpark.